# الفلبين قبل التاريخ

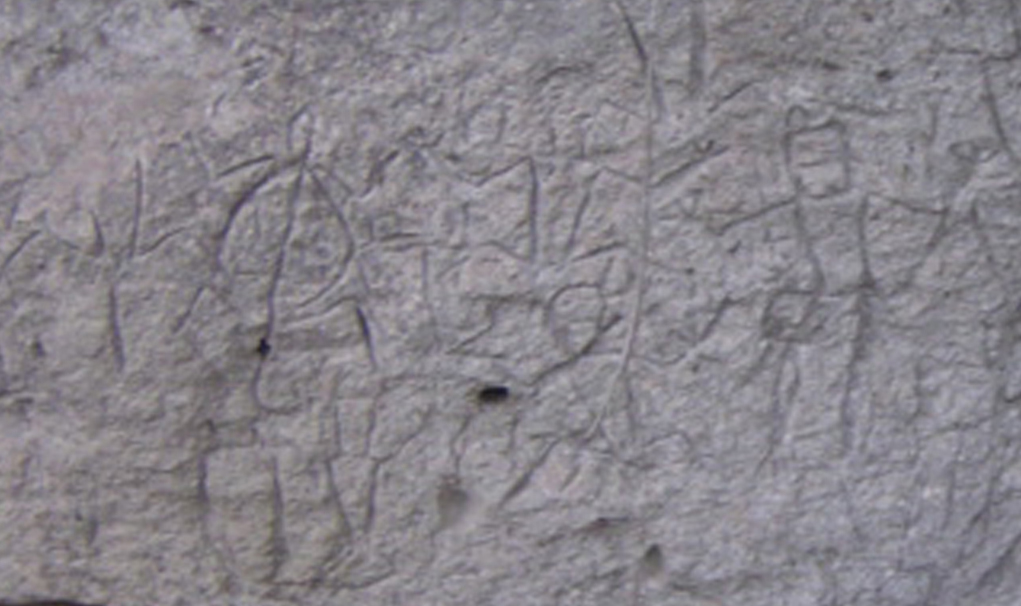
منحوتات صخرية (نقوش صخرية) من الفلبين.

تغطي عصور ما قبل التاريخ للفلبين الأحداث التي سبقت التاريخ المكتوب للفلبين اليوم. يعتبر الخط الفاصل بين التاريخ الحالي والتاريخ المبكر للفلبين 21 أبريل عام 900، وهو ما يعادل التقويم الجريجوري المطبق على التاريخ المدون ضمن نقش لاجونا النحاسي، وهو أول سجل مكتوب محفوظ حتى اليوم من الفلبين. شهدت تلك الفترة تغييرًا هائلًا حل بالأرخبيل بدءًا من حضارات العصر الحجري في القرن الرابع، واستمرارًا في التوسع التدريجي للتجارة حتى شهد عام 900 أولى السجلات المكتوبة المتبقية لدينا حتى اليوم.

## العصر الحديث الأقرب

### بقايا كالينغا الأثرية وبقايا الحيوانات الأحفورية
تعيد دراسة أجريت عام 2018 قادها توماس إنغيتشكو ظهور أول أنواع الإنسان في الفلبين بين 631 ألف و777 ألف سنة مضت خلال فترة تعرف اليوم باسم العصر الحديث الأقرب. كان ذلك في في أعقاب التحليل الذي أجري باستخدام عدة تقنيات لتأريخ بقايا لوحيد القرن في موقع كالينغا.

#### وصف الموقع
عثر في الموقع على هيكل وحيد قرن «شبه كامل ومفكك» من النوع المنقرض «رينوسيروس فيليبينسيس». أظهر الهيكل أخاديد تركتها أدوات لدى إزالتها اللحم، وأيضًا أدوات خاصة لنزع نخاع العظم. ضم الموقع أكثر من 400 عظمة، من بينها عشرات من الأدوات المعقوفة والمشظاة، منها 49 شظية شبيهة بالسكين ومطرقتين. ومن بين ما تم اكتشافه أيضًا بقايا هياكل عظمية أخرى تشمل الغزال البني، والورل، وسلحفاة المياه العذبة، والستيغودون.

##### أشباه البشر
في حين استخلصت أولى الأدلة المؤكدة على وجود أشباه البشر من عظمة قدم يبلغ عمرها 67 ألف عام من سييرا مادري اكتشفت في عام 2007، إلا أن هذا الاكتشاف ليس متصلًا بأي أثر مباشر حول من تسبب بمقتل الحيوانات. من ناحية أخرى، من الممكن أن يكون صائدو الحيوانات قد تطوروا آنذاك إلى نوع فرعي مميز.

### إنسان كالاو (حوالي 67 ألف سنة مضت)
تعود أولى بقايا أشباه البشر المعروفة في الفلبين إلى أحفورة اكتشفت عام 2007 كهوف كالاو في كاجايان. يسبق الاكتشاف البالغ من العمر 67 ألف عام رجل تابون البالغ من العمر 47 ألف عام، الذي كان حتى ذلك الحين أول مجموعة معروفة من الرفات البشرية في الأرخبيل. كان الاكتشاف عبارة عن مشط بطول 61 مليمتر مؤرخ باستخدام تذرية سلسلة اليورانيوم. كان يعتقد في البداية أنه من المحتمل أن يكون واحدًا من أقدم بقايا الإنسان العاقل في منطقة آسيا والمحيط الهادئ.

### هومو لوزونيسيس (بين حوالي 50 ألف و67 ألف سنة مضت)
كشفت عمليات التنقيب في نفس الطبقة الصخرية التي عثر فيها على مشط القدم الثالث، 12 عظمة أحفورية (7 أسنان من الفك العلوي، واثنتين من سلاميات الأصابع، واثنتين من سلاميات القدم، وعظم فخذ) من ثلاثة أفراد من أشباه البشر. صنف هذه البقايا إلى جانب إنسان كالاو على أنها تنتمي لنوع جديد من أشباه البشر يدعى هومو لوزونيسيس.

## العصر الحجري
يعود الدليل الأول للاستخدام المنظم لتقنيات العصر الحجري في الفلبين إلى نحو 50 ألف سنة قبل الميلاد، واعتبرت بداية استخدام الأدوات الحديدية حوالي سنة 500 قبل الميلاد نهاية لمرحلة تطوير المجتمعات الفلبينية البدائية تلك، ولو أن الأدوات الحجرية ظلت قيد الاستخدام بعد ذلك التاريخ. يشير عالم الأنثروبولوجيا الفلبيني إف. لاندا جوكانو إلى أول مرحلة ملحوظة في تطور المجتمعات الفلبينية البدائية بوصفها المرحلة التكوينية. كما وصف أيضًا الأدوات الحجرية وتصنيع السيراميك بكونهما الصناعتين الجوهريتين اللتان حددتا النشاط الاقتصادي لتلك الفترة، والتي شكلت الوسائل التي تكيف بها الفلبينيون الأوائل مع بيئتهم خلال تلك الفترة.
بحلول سنة 30 ألف قبل الميلاد، ربما عاشت شعوب النغريتو، الذين أصبحوا أسلاف الفلبينيين الأصليين اليوم (مثل شعب الأيتا)، في الأرخبيل. لم يصل إلينا أي دليل يبين تفاصيل الحياة الفليبينية القديمة مثل محاصيلهم وثقافتهم وعمارتهم. أشار المؤرخ ويليام هنري سكوت أن أي نظرية تصف تفاصيل تلك الفترة هي محض فرضيات خالصة، وبالتالي يجب عرضها على هذا الأساس فقط.

### إنسان تابون
عثر الدكتور روبرت بي. فوكس، عالم الأنثروبولوجيا الأمريكي في المتحف الوطني في 28 مايو عام 1962 على شظايا حفرية لجمجمة وعظام فك تعود لثلاثة أفراد. أطلق على تلك القطعة مجتمعة «إنسان تابون» على اسم المكان حيث عُثر عليهم غرب ساحل بالاوان. يبدو أن كهف تابون كان عبارة عن مصنع يعود للعصر الحجري، حيث تم العثور فيه على أدوات شظايا حجرية وحصوية موجود على أربع طوابق منفصلة ضمن الحجرة الرئيسية. يظهر التأريخ بنظير الكربون-14 عودة بقايا الفحم الناتج عن نيران الطبخ إلى 7 آلاف و20 ألف و22 ألف عام قبل الميلاد. تعد هذه البقايا هي أقدم بقايا الإنسان الحديث الموجودة على الجزر، ويظهر تأريخ سلسلة اليورانيوم عودتها إلى ما بين حوالي 47 ألف و11 إلى 11 آلاف سنة مضت. (في مينداناو، لاحظ العالم المشهور خوسيه ريزال بنفسه وجود وأهمية تلك الأدوات التي تعود إلى ما زمن قبل التاريخ، وذلك بسبب احتكاكه بعلماء آثار إسبانيين وألمانيين في ثمانينيات القرن التاسع عشر، عندما كان في أوروبا).
سمي الكهف نسبة «لطائر تابون» (شقبان تابون، ميغابوديوس كومينجي)، الذي أودع خلفه طبقات سميكة متصلبة من الذرق (فضلات الطيور) خلال الفترة التي لم يكن فيها الكهف مأهولًا بعد، ما أدى إلى تشكل أرضية تبدو وكأنها مطوبة بالإسمنت مصنوعة من روث الطيور حيث مر عليه ثلاث مجموعات متعاقبة من صنّاع الأدوات. يشار إلى أن نحو نصف العينات البالغ عددها 3000 عينة المستخرجة من الكهف هي ألباب مهملة لمادة كان يتعين نقلها من مسافة ما. يعتقد أن أحافير إنسان تابون جاءت من المجموعة الثالثة التي قطنت الكهف بين عامي 22 ألف و20 ألف قبل الميلاد. هناك طابق سابق للكهف يقع تحت الطابق الذي يحوي مجمّع فرن النار الذي من المفروض أن يمثل العصر البليستوسيني المتأخر الذي يعود إلى ما بين 45 ألف أو 50 ألف سنة مضت.
اتفق علماء الأنثروبولوجيا الجسمية الذين فحصوا قلنسوة جمجمة إنسان تابون على أنها تنتمي إلى صنف الإنسان الحديث (الإنسان العاقل)، إذ إنها تميزت عن نوع الإنسان المنتصب العائد إلى منتصف العصر البليستوسيني. يشير ذلك إلى أن إنسان تابون كان قبل مغولي (المغولي مصطلح يطلقه علماء الأنثروبولوجيا على السلالة العرقية التي وصلت جنوب شرق آسيا خلال العصر الهولوسيني (العصر الحديث) واستوعبت الشعوب السابقة لتشكل كلًا من الملايويين، والإندونيسيين، والفلبينيين، وشعوب المحيط الهادئ). أبدى خبيران رأيهما بأن الفك السفلي يعود لفرد «أسترالي» نظرًا لنمطه الفيزيائي، وأن قياسيات قلنسوة الجمجمة تتشابه مع تلك لدى الأينو والتاسمانيين. لا يمكن استنتاج أي شيء عن المظهر المادي لإنسان تابون من أجزاء الجمجمة المسترجعة سوى أنه لم يكن من النغريتو.
كانت عادة دفن الجرار الموجود على امتداد من سريلانكا إلى سهل الجرار في لاوس إلى اليابان تُمارس أيضًا في كهوف تابون. يوجد مثال مثير على جرة دفن ثانوية مملوكة من قبل المتحف الوطني، وتعد كنزًا وطنيًا، يتصدر غطاء الجرة رسمتان، الأولى تمثل الشخص المتوفى، يداه متصالبتان، وكفتاه تلامسان كتفيه، في حين تمثل الأخرى موجه الدفة، يجلسان كلاهما على قارب شراعي، مع غياب الصارية من الرسمة. مورس الدفن الثانوي في جميع جزر الفلبين خلال تلك الفترة، مع إعادة دفن للعظام، بعضها في جرار الدفن. تم انتشال 78 آنية خزفية من كهف مانونغول في بالاوان كانت مخصصة للدفن.